# Apostolepis
Genre
Synonymes
- Elapomojus Jan 1862
- Rhynchonyx Peters, 1869
- Parapostolepis Amaral, 1930

Apostolepis est un genre de serpents de la famille des Dipsadidae.

## Répartition
Les 32 espèces de ce genre se rencontrent en Amérique du Sud

## Liste des espèces
Selon The Reptile Database (15 août 2015) :
- Apostolepis albicollaris de Lema, 2002
- Apostolepis ambiniger (Peters, 1869)
- Apostolepis ammodites Ferrarezzi, Erritto Barbo & España Albuquerque, 2005
- Apostolepis arenaria Rodrigues, 1993
- Apostolepis assimilis (Reinhardt, 1861)
- Apostolepis borellii Peracca, 1904
- Apostolepis breviceps Harvey, Gonzales & Scrocchi, 2001
- Apostolepis cearensis Gomes, 1915
- Apostolepis cerradoensis de Lema, 2003
- Apostolepis christineae de Lema, 2002
- Apostolepis dimidiata (Jan, 1862)
- Apostolepis dorbignyi (Schlegel, 1837)
- Apostolepis flavotorquata (Duméril, Bibron & Duméril, 1854)
- Apostolepis gaboi Rodrigues, 1993
- Apostolepis goiasensis Prado, 1942
- Apostolepis intermedia Koslowsky, 1898
- Apostolepis longicaudata Gomes, 1921
- Apostolepis multicincta Harvey, 1999
- Apostolepis nelsonjorgei de Lema & Renner, 2004
- Apostolepis niceforoi Amaral, 1935
- Apostolepis nigrolineata (Peters, 1869)
- Apostolepis nigroterminata Boulenger, 1896
- Apostolepis parassimilis de Lema & Renner, 2011
- Apostolepis phillipsae Harvey, 1999
- Apostolepis polylepis Amaral, 1921
- Apostolepis pymi Boulenger, 1903
- Apostolepis quirogai Giraudo & Scrocchi, 1998
- Apostolepis serrana de Lema & Renner, 2006
- Apostolepis striata de Lema, 2004
- Apostolepis tenuis Ruthven, 1927
- Apostolepis vittata (Cope, 1887)

## Publication originale
- Cope, 1862 "1861" : On Elapomorphus, Sympholis, and Coniophanes. Proceedings of the Academy of Natural Sciences of Philadelphia, vol. 13, p. 522-524 (texte intégral).